# M (film)
M med undertitlen - Eine Stadt sucht einen Mörder er en tysk krimifilm fra 1931 instrueret af Fritz Lang. Filmen var en af de første tonefilm og er en de mest betydningsfulde i tysk filmhistorie.

## Plot
En børnemorder hensætter en storby (usagt men øjensynligt Berlin) i skræk og hysteri. Politiet søger efter morderen med alle midler men forgæves. Heller ikke hyppige razziaer leder frem til ham. Til gengæld generer det de kriminelle bander så meget, at de beslutter sig for selv at finde ham. En blind tigger genkender morderens fløjten, et M bliver skrevet med kridt på hans jakke, og så går jagten ind.

## Medvirkende
- Peter Lorre – Hans Beckert, børnemorderen
- Gustaf Gründgens – Indbrudstyv
- Otto Wernicke – Kriminalkommissær Karl Lohmann
- Theo Lingen – Bondefanger
- Paul Kemp – Tasketyv
- Fritz Odemar – Spiller
- Inge Landgut – Offer
- Hertha von Walther – Prostitueret

## Om filmen

### Inspiration
Ideen til filmen blev udviklet af instruktøren Fritz Lang og hans kone Thea von Harbou. Af den oprindelige ide brugtes kun lidt. I stedet blev Lang opmærksom på flere alvorlige forbrydelser i Tyskland i de år. Især inspirerede sagen med seksualmorderen Peter Kürten også kaldet "Vampyren fra Düsseldorf". Han havde begået en serie mord i 1929 og blev fanget i maj 1930. På det tidspunkt var drejebogen imidlertid allerede færdig, og filmen havde premiere kun tre uger efter Peter Kürtens dødsdom. I øvrigt havde Düsseldorfs underverden faktisk søgt efter morderen, men om Lang vidste det, er tvivlsomt. Ideen var allerede brugt i 1928 i stykket Laser og pjalter, hvilket man dog tilsyneladende ikke var klar over i Spanien og Italien, da filmen fik premiere der. Den fik den nemlig som titel henholdsvis M – El vampiro de Düsseldorf og M – Il mostro di Düsseldorf til trods for, at byen i filmen faktisk slet ikke nævnes.
Lang og Harbou gjorde en del research i fængsler og traf forbrydere. Via kontakter i Berlins kriminalpoliti og mordkommission fik Lang indsigt i autentiske sager. Den ukonventionelle kriminalkommissær Karl Lohmann er inspireret af den kendte berlinerkriminalinsprktør Ernst Gennat.
Det er uvist om filmen også er inspireret af den støt voksende nazisme. Visse elementer giver imidlertid betydelige mindelser. Der må skaffes ordnede forhold. Outsidere som børnemorderen skal udryddes. Gustaf Gründgens' indbrudstyv minder i tale om Joseph Goebbels og påklædning om Hermann Göring. Mærkningen med M'et og ødelæggelsen af kontorbygningen kan ses som nærmest profetiske varsler om jødeforfølgelserne og 2. verdenskrigs ødelæggelser få år senere. Tankevækkende er det, at nazisterne forbød filmen kort efter deres magtovertagelse i 1933 to år efter filmens premiere.
Lang selv udpegede filmens hovedtemaer som seriemorderes bevæggrunde og afstandtagen til dødsstraf.

### Kunstnerisk
Filmen spænder over en række genrer: fra den socialrealistiske skildring af proletariatet, der følges af nærmest en dokumentarisk beskrivelse af politiarbejdet, satire over borgernes hysteri, de kriminelles thrilleragtige jagt på morderen og til slut den absurde retssag.
Lydsiden er en historie for sig. Tonefilm var kommet kort for inden, og de første havde været tilbøjelige til at bruge lyden uovervejet. Lang gjorde det anderledes. Flere længere passager er spøgelsesagtigt tavse for så brat at blive afbrudt af en lydeffekt. Det skyldes til dels økonomiske årsager (dyre licenspenge), men resultatet blev under alle omstændigheder et filmlydmæssigt højdepunkt.
Filmen har ingen musik, hvilket ikke var usædvanligt for den tid, da selvkomponeret musik endnu ikke var brugt. I stedet fløjter morderen hver gang et nyt barn er i fare teamet fra Edvard Griegs Peer-Gynt "I Dovregubbens hal".
Et andet karakteristisk virkemiddel bliver brugt ved de samtidige møder hos hhv. politiet og de kriminelle. Der klippes behændigt mellem dem, og mange sætninger, der påbegyndes af en politimand, afsluttes af en kriminel og omvendt.

## Modtagelse og udbredelse
Filmen havde premiere 11. maj 1931 og blev en publikumssucces.
Endnu i dag nyder filmen stor anerkendelse, og blandt filmsagkyndige nævnes den til stadighed som den vigtigste tyske film. At en tysk filmkanon har den med på listen kan næppe overraske.
Filmen er udgivet på DVD bl.a. med danske undertekster. Det er imidlertid ikke filmen i dens oprindelige udgave, for dele af den oprindelige films 3208 m (117 min.) er gået tabt. Allerede ved censuren i maj 1931 var filmen afkortet til 3100 m (111 min.), og en efterkrigsudgave skrumpede yderligere til 2693 m (99 min.). Ved restaureringen i 2003 tilstræbte man at komme så nær originaludgaven som muligt. Det betød indsamling af alle tilgængelige filmdele, intensiv digital efterbearbejdning og bearbejdning af talrige skader. Resultatet blev en 3204 m (105 min.) lang film, der er det nærmeste, man kommer originalen i dag.

## Trivia
- Otto Wernicke gentog sin rolle som kriminalkommissær Karl Lohmann i Langs næste film Das Testament des Dr. Mabuse.
- Filmen har det i dag usædvanlige format 1:1,19 og er dermed smallere i bredden end f.eks. fjernsyn i 1:1,33 (4:3). Det skal ses i lyset af datidens teknik. En del af filmrullen blev simpelthen brugt til lydsporet.
- Filmen blev genindspillet i USA i 1950, men blev ingen succes.
- I 2003 blev M lavet som tysk hørespil.

## Eksterne Henvisninger
- M på Internet Movie Database (engelsk)
- M på Filmdatabasen
- M på Scope
- M i Svensk Filmdatabas (svensk)
- M på AlloCiné (fransk)
- M på MovieMeter (nederlandsk)
- M på AllMovie (engelsk)
- Ms profil hos Encyclopædia Britannica Online (engelsk)
- M på Turner Classic Movies (engelsk)
- M på The Movie Database (engelsk)